# Wii Karaoke U by JOYSOUND
Wii Karaoke U by JOYSOUND, conocido en Japón como Nintendo x JOYSOUND Wii Karaoke U (Nintendo x JOYSOUND Wii カラオケ U?), es un videojuego de karaoke desarrollado por Tose Co., Ltd. para la videoconsola Wii U. Este juego cuenta con una amplia selección musical de Joysound, proveedor japonés de música para los karaokes. Se lanzó en Japón el 8 de diciembre de 2012 y en Europa el 4 de octubre de 2013.